# Luigi Bertoni

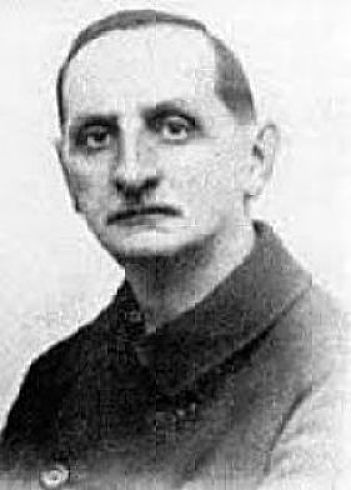
Luigi Bertoni

Luigi Bertoni (Milão, 6 de fevereiro de 1872 - Genebra, 19 de janeiro de 1947) foi um tipógrafo, sindicalista e escritor anarquista suiço.
Em julho de 1900, ele fundou em Genebra o periódico bilingue anarquista Il Risveglio / Le Réveil. Ele foi o editor da revista até sua morte em 1947. Ele também era um colaborador regular de Voix du Peuple.
Bertoni foi uma figura chave no desenvolvimento dos sindicatos suíços sendo preso várias vezes pelas autoridades suíças devido suas atividades de propaganda. Em 1918 ele foi preso por 13 meses por supostamente tramar atentados na Itália, mas acabou por ser totalmente isento dessa acusação. 
Durante a Revolução Espanhola Bertoni lutou na frente de Huesca com companheiros italianos e foi com Emma Goldman, um dos críticos declarados de participação anarquista no governo republicano durante a Guerra Civil Espanhola..